# Aechmea seideliana
Espèce
Classification phylogénétique
Aechmea seideliana est une espèce de plantes de la famille des Bromeliaceae, endémique du Brésil.

## Synonymes
- Ortgiesia seideliana (W.Weber) L.B.Sm. & W.J.Kress[1].

## Distribution
L'espèce est endémique de l'État d'Espírito Santo au Brésil.

## Description
L'espèce est épiphyte.